# Чандарли Кара Халіл Хайреддін-паша

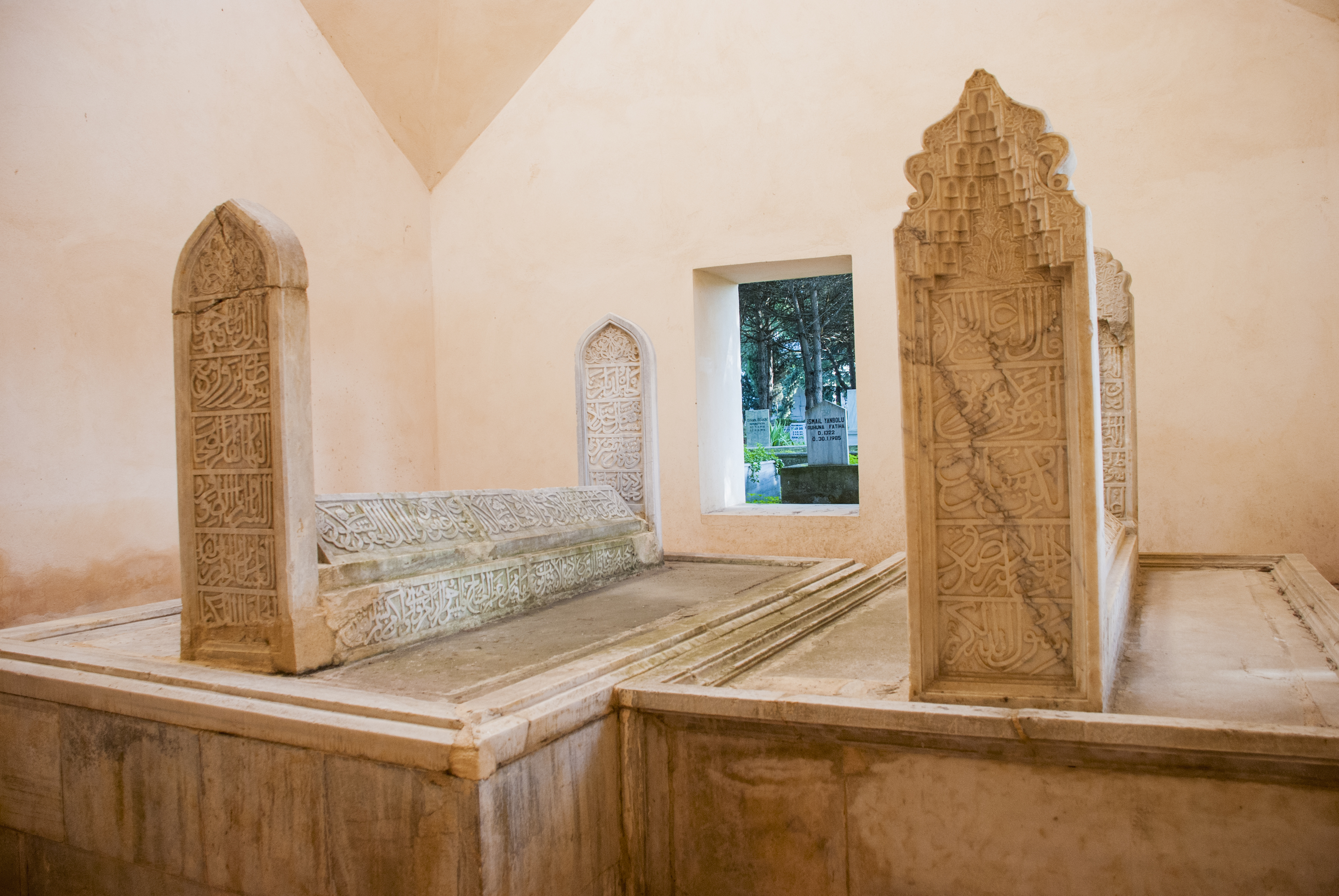
Могили Чандарли Алі-паші (зліва) і Кара Халіл-паші (праворуч). Ізник, Бурса

Чандарли Кара Халіл Хайреддін-паша (тур. Çandarlı Kara Halil Hayreddin Paşa), також відомий як Чандарли Халіл-паша Старший — великий візир султана Мурада I, перший великий візир в історії Османської імперії.

## Карє'ра
Чандарли Кара Халіл Хайреддін-паша технічно був перший в історії Османської імперії, хто посідав посаду «Великий візир Османської імперії» (хоча його попередники мали схожі повноваження, посади називалися по-іншому). Також він був першим візиром із військовим досвідом (його попередники за Орхана I були із вчених, тур. ilmiye), і першим із родини Чандарли на високій посаді. Його родину пов'язують зі зростанням Османської імперії між 1360 та 1450 роками. За його наказом 1378 року у місті Ізник розпочалося будівництво Зеленої мечеті.
Його підвищили до посади великого візира із посади верховного військового судді (кадіаскер) у вересні 1364 року. І він пробув на цій посаді до самої смерті, 22 січня 1387 року. Його термін на посаді був найдовшим за всю історію, аж до відміни самої посади великого візира в 1922 році. Кара Халіл-паша був ініціатором системи рекрутування «девшірме».

## Наступники
Наступником став Чандарли Алі-паша, його син. Його інший син, Чандарли Ібрагім-паша, теж пізніше був великим візиром, як і його внук, Чандарли Кара Халіл-паша (молодший).
Він похований у місті Ізник, Бурса. Поруч із ним також могила його сина Чандарли Алі-паші.